# Argyrolepidia concisa
Argyrolepidia concisa là một loài bướm đêm trong họ Noctuidae.